# Escala de magnitude de momento
A escala de magnitude de momento (abreviada como MMS e denotada como {\displaystyle M_{\mathrm {w} }}, onde w indica trabalho realizado) é usada pelos sismólogos para medir a magnitude dos terremotos em termos de energia liberada.
A MMS foi introduzida em 1979 por Thomas C. Hanks e Hiroo Kanamori, vindo a substituir a Escala de Richter ({\displaystyle M_{\mathrm {L} }}), desenvolvida nos anos 1930. Embora as fórmulas sejam diferentes, a nova escala manteve os valores de magnitude definidos pela antiga. Menos conhecida pelo público, a MMS é, no entanto, a escala usada para estimar as magnitudes de todos os grandes terremotos modernos.
Assim como a escala Richter, a MMS é uma escala logarítmica. Assim, um terremoto é cerca de trinta vezes mais potente para cada grau de diferença (a magnitude 5 é trinta vezes superior que a magnitude 4; a magnitude 6 é 900 vezes superior a uma magnitude 4, e assim por diante).
A magnitude é baseada no momento do terremoto, que é igual à resistência da Terra multiplicada pela quantidade média de deslocamento da falha e o tamanho da área que se deslocou.

## Momento sísmico e magnitude de momento
O momento sísmico é uma quantidade usada pelos sismólogos para medir a magnitude de um terremoto. Combina a área de ruptura e a compensação da falha geológica com uma medida da resistência das rochas e o módulo de cisalhamento μ. É definido pela equação
{\displaystyle \mathbf {Mo} ={\mu }S\mathbf {D} }
onde:
μ = módulo de cisalhamento das rochas envolvidas no terremoto. Usualmente é de 30 gigapascal;
S = área de ruptura ao longo da falha geológica onde ocorreu o terremoto;
D = deslocamento médio de S.
Usualmente mede-se o momento diretamente dos sismógrafos, dado que o tamanho das ondas de períodos muito grandes, geradas por um terremoto, é proporcional ao momento sísmico. As unidades físicas do momento sísmico são força x distância medidos em dyn x cm.
Para calcular a magnitude do momento sísmico, utiliza-se a equação construída por Hiroo Kanamori no Laboratório de Sismologia do California Institute of Technology, em Pasadena.
O símbolo da escala de magnitude do momento é {\displaystyle M_{\mathrm {w} }},
onde w significa trabalho mecânico realizado. {\displaystyle M_{\mathrm {w} }} é um número adimensional definido por
{\displaystyle M_{\mathrm {w} }={2 \over 3}\left(\log _{10}{\frac {M_{0}}{\mathrm {N} \cdot \mathrm {m} }}-9,1\right)={2 \over 3}\left(\log _{10}{\frac {M_{0}}{\mathrm {dyn} \cdot \mathrm {cm} }}-16,1\right)}
{\displaystyle M_{\mathrm {w} }={2 \over 3}\log _{10}\left(M_{0}\right)-10,7}
onde {\displaystyle M_{0}} é o momento sísmico em dina·centímetro (10−7 N·m).
Os valores constantes da equação são atribuídos de modo que haja consistência com os valores de magnitude produzidos pelas antigas escalas, sobretudo a escala de momento local (ou escala Richter).
Da mesma forma que a escala Richter, um aumento de 1 ponto nesta escala logarítmica corresponde a um aumento de 101,5 = 31,6 vezes na quantidade de energia liberada e um aumento de 2 pontos corresponde a um incremento de 103 = 1 000 vezes em energia.